# Goera parvula
Goera parvula är en nattsländeart som beskrevs av Martynov 1935. Goera parvula ingår i släktet Goera och familjen grusrörsnattsländor. Inga underarter finns listade i Catalogue of Life.